# Distretto di Ban Fang
Il distretto di Ban Fang (in thailandese: บ้านฝาง) è un distretto (amphoe) della Thailandia, situato nella provincia di Khon Kaen.